# Bylowo-Leśnictwo
Bylowo-Leśnictwo (kaszb.Bëlowò) – osada w Polsce położona w województwie pomorskim, w powiecie kartuskim, w gminie Kartuzy.
W latach 1975–1998 miejscowość administracyjnie należała do województwa gdańskiego.
Osada położona na zachodnim obrzeżu Kartuz, dojazd z miasta ulicą ks. Henryka Ormińskiego.